# Редиу (Радауци-прут)
Редиу (рум. Rediu) насеље је у Румунији у округу Ботошани у општини Радауци-прут. Oпштина се налази на надморској висини од 129 m.

## Становништво
Према подацима из 2002. године у насељу је живело 1073 становника, од којих су сви румунске националности.